# Naoki Matsuda
Naoki Matsuda (松田 直樹, Matsuda Naoki, Kiryu, 14 maart 1977 – Matsumoto, 4 augustus 2011) was een Japans betaald voetballer die doorgaans als verdediger speelde. Hij speelde van 1995 tot en met 2010 voor Yokohama F. Marinos, waar hij uit de jeugdopleiding doorstootte. Daarnaast kwam Matsuda van 2000 tot en met 2005 veertig keer uit voor het Japans voetbalelftal, waarvoor hij één keer scoorde. Op 29 januari 2005 maakte hij een doelpunt tijdens een door Japan met 4-0 gewonnen vriendschappelijke interland tegen Kazachstan.
Matsuda vertegenwoordigde zijn vaderland eveneens op de Olympische Spelen 1996 in Atlanta. Ondanks een overwinning op Brazilië (1-0) werd de Japanse olympische selectie onder leiding van bondscoach Akira Nishino al in de groepsronde uitgeschakeld.
Matsuda werd met de Yokohama F·Marinos in 1995, 2003 en 2004 Japans landskampioen en in 2001 winnaar van de J-League Cup. Met het nationale team won hij de Aziatisch kampioenschap voetbal in 2000 en 2004 en nam hij deel aan de FIFA Confederations Cup 2001 en het wereldkampioenschap voetbal 2002. Eerder behoorde hij tot de nationale selectie die meedeed aan de Olympische Zomerspelen 1996.
Matsuda kreeg op 2 augustus 2011 een hartstilstand na de warming-up voor een training bij zijn club Matsumoto Yamaga. Twee dagen later overleed hij.

## Statistieken

### Clubs
| Seizoen | Club               | Competitie            | Duels | Goals |
| ------- | ------------------ | --------------------- | ----- | ----- |
| 1995    | Yokohama F·Marinos | J-League              | 33    | 2     |
| 1996    | Yokohama F·Marinos | J-League              | 16    | 0     |
| 1997    | Yokohama F·Marinos | J-League              | 31    | 2     |
| 1998    | Yokohama F·Marinos | J-League              | 12    | 0     |
| 1999    | Yokohama F·Marinos | J-League              | 27    | 0     |
| 2000    | Yokohama F·Marinos | J-League              | 24    | 2     |
| 2001    | Yokohama F·Marinos | J-League              | 29    | 0     |
| 2002    | Yokohama F·Marinos | J-League              | 25    | 2     |
| 2003    | Yokohama F·Marinos | J-League              | 20    | 0     |
| 2004    | Yokohama F·Marinos | J-League              | 24    | 1     |
| 2005    | Yokohama F·Marinos | J-League              | 27    | 1     |
| 2006    | Yokohama F·Marinos | J-League              | 29    | 4     |
| 2007    | Yokohama F·Marinos | J-League              | 8     | 1     |
| 2008    | Yokohama F·Marinos | J-League              | 30    | 1     |
| 2009    | Yokohama F·Marinos | J-League              | 31    | 1     |
| 2010    | Yokohama F·Marinos | J-League              | 19    | 1     |
| 2011    | Matsumoto Yamaga   | Japan Football League | 15    | 1     |

### Interlands
| Japans voetbalelftal | Japans voetbalelftal | Japans voetbalelftal |
| Jaar                 | Wed.                 | Dlp.                 |
| -------------------- | -------------------- | -------------------- |
| 2000                 | 14                   | 0                    |
| 2001                 | 10                   | 0                    |
| 2002                 | 12                   | 0                    |
| 2003                 | 0                    | 0                    |
| 2004                 | 3                    | 0                    |
| 2005                 | 1                    | 1                    |
| Totaal               | 40                   | 1                    |